# Pacific 231
Pacific 231 або Симфонічний рух № 1 (Mouvement symphonique n° 1, H. 53) — оркестрова п'єса Артура Онеґґера, написана в 1923 році. Назва твору апелює до однойменної моделі локомотива, однак була дана автором вже після написання.
Ця п'єса стала першою в циклі трьох «симфонічних рухів», друга отримала назву «Реґбі», а третя лишилася без спеціальної назви. Сам автор так описував назву свого твору:
| Спочатку я назвав п'єсу «Симфонічне рух». Але, поміркувавши, визнав назву дещо блідою. Раптово мені осяйнула романтична ідея і, закінчивши партитуру, я назвав п'єсу «Пасифік № 231» - є така марка паровозів, які повинні везти за собою з величезною швидкістю великовагові склади (тепер ці паровози, на жаль, замінені електровозами)[...]Прийміть до відома, - преса виявилася досить щедрою на відгуки про «Пасифік» і «Регбі». Навіть деякі вельми талановиті люди наповнювали свої високопрофесійні статті описами шуму шатунів і брязкоту гальм...[1] |
Прем'єра твору відбулася 8 травня 1924 року в Парижі під орудою Сергія Кусевицького. Тривалість твору — 7 хвилин.